# Davisdam
De Davisdam is een betonnen stuwdam in de Colorado River in de Lower Colorado River Valley (op de grens tussen de Amerikaanse staten Arizona en Nevada). De dam – die 70 kilometer ten zuiden van de Hoover Dam ligt – is vernoemd naar Arthur Powell Davis, directeur van het United States Bureau of Reclamation van 1914 tot 1923.
De 61 m hoge en 488 m brede dam is eigendom van en wordt uitgebaat door het United States Bureau of Reclamation van het United States Department of the Interior. De dam biedt de waterkrachtcentrale een stijghoogte van 41 m en de vijf geïnstalleerde Francisturbines met een totaal vermogen van 251 MW leveren jaarlijks gemiddeld 1.148 GWh.
Het reservoir dat achter de dam ontstaan is, heet Lake Mohave.